# Xylocopa lepeletieri
Xylocopa lepeletieri là một loài Hymenoptera trong họ Apidae. Loài này được Enderlein mô tả khoa học năm 1903.